# Сигурд Вісньовський
Вісньовський Сигурд (пол. Wiśniowski Sygurd, народився 6 квітня 1841, с. Панівці Зелені, нині Панівці Борщівського р-ну — помер 23 квітня 1892, м. Коломия, Івано-Франківська обл.) — польський письменник, мандрівник. видавець, промисловець, журналіст.

## Біографія
Народився 6 квітня 1841 року в Панівцях Зелених Борщівського повіту, Галичина, у польській поміщицькій родині Вишньовських.
Навчався у гімназіях м. Станіслава (нині Івано-Франківськ) та Львова де здобув середню освіту.
1858–1859 рр. подорожував Туреччиною, Румунією та Італією.
1859 р. — повернувся до Львова, де навчався в університеті.
I860 р. — побував у Румунії. Туреччині й Греції. В Італії — учасник повстання Дж. Гарібальді потім навчався в Польській військовій школі в Кунео
1862 р. — повернувся в Галичину, потім поїхав до Англії та Австралії. Подорожував по Новій Зеландії та островах Полінезії (острів Фіджі). Двічі здійснив подорож навколо Землі.
1862 по 1872 рік — подорожував і працював в Австралії, Новій Зеландії та Фіджі, де працював золотошукачем, сільськогосподарським робітником, моряком і журналістом.
1872 р. — повернувся до Польщі. Його подорожні колонки публікувалися у «Gazeta Narodowa», що видавалася у Львові. Вони були зібрані й опубліковані разом у 1873 р. під заголовком Десять років в Австралії.
1872 р. — повернувся в Європу, влітку цього року виїхав до США (як репортер), потім повернувся на батьківщину й оселився в Галичині, де придбав нафтові плантації. Там він залишився до кінця життя.
Репортажі Вишньовського з його поїздок до Австралії та Америки є класичними звітами.
Наприкінці життя жив у Галичині: власник нафтового родовища у с. Слобода Рунґурська (нині с. Слобода Коломийського району Івано-Франківської області), директор нафтоперегонного заводу, член повітового відділу, управи Коломийського товариства опіки й розвитку нафтового промислу.
Спільно зі С. Щепановським заклав, фінансував і видавав польський двотижневик «Роmoс wlasna» (від січня 1886).
1987 р. — у видавництві «Спорт і Туристика» в серії «Польські мандрівники» (разом із томами про Сєнкевича, Ігнація Домейка, Антонія Ремана та Броніслава Ґрунбчевського) вийшла комікс-версія його біографії «По Австралійське золото».

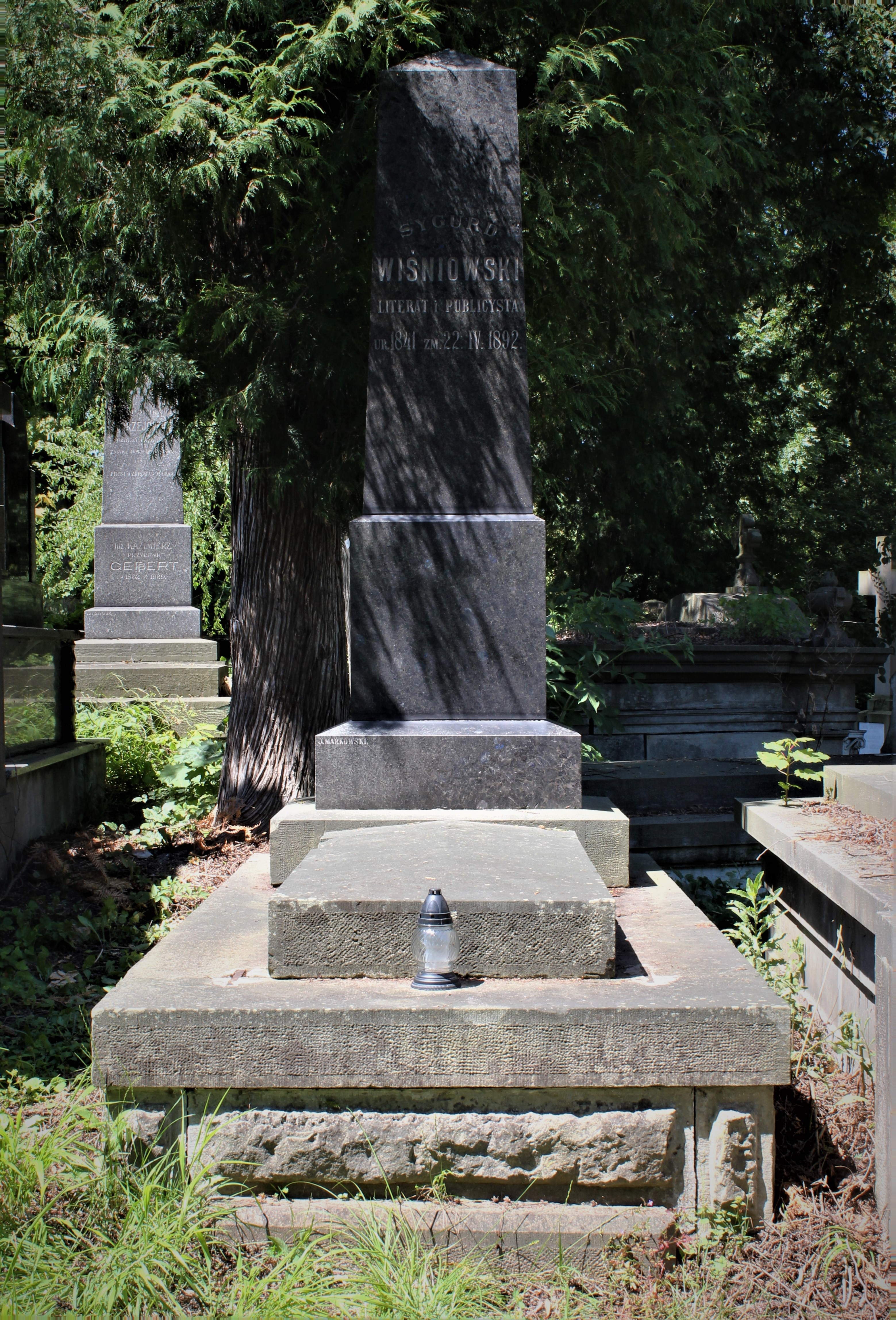
Нагробок на могилі Сигурда Вісньовського.

Помер 23 квітня 1892 року у Львові, похований на 68 полі Личаківського цвинтаря, надгробок виготовлено в майстерні Юліана Марковського.

## Публікації
- 1873 — Десять років в Австралії[6][9][10]
- 1874–1876 — Картинки американського життя
- 1875 — Листи з Чорних гір,[6] «Світлячки в темному краю»
- 1877 — Діти королеви Океанії,[11][12] «Чорна і біла», «Одетта»[6]
- 1877 — Лангенор
- 1879 — «Світлячки в темному краю»[6]
- 1880 — Білий чи чорний? (про прагнення Куби до незалежності)
- 1881 — Невидимий
- 1882 — Ола

Переклав англійською мовою поему «Пан Тадеуш» А. Міцкевича.